# عيشوناش الجلابية
عيشوناش الجلابية أو عيشوش الجلابية أو لالة عايشة أميرة جزائرية كانت وصية على تقرت في عهد ابنها غير البالغ عبد الرحمن من 1833 إلى 1840.

## السيرة
تزعم بعض المصادر أنها تزوجت عامر، سلطان تقرت (1822-1830)، بينما المصادر الأخرى تزعم أنها كانت زوجة إبراهيم الثالث، سلطان تقرت (حكم من 1830 إلى 1831). كانت لالة عائشة والدة السلطان عبد الرحمن (حكم في الفترة من 1840 إلى 1852).

## الحكاية والأسطورة
عيشوناش الجلابية حكاية جزائرية  شهيرة في منطقة تقرت تروي قصة امرأة أحبها أمير لكنها ينتميان لمدينتان متعاديتان.

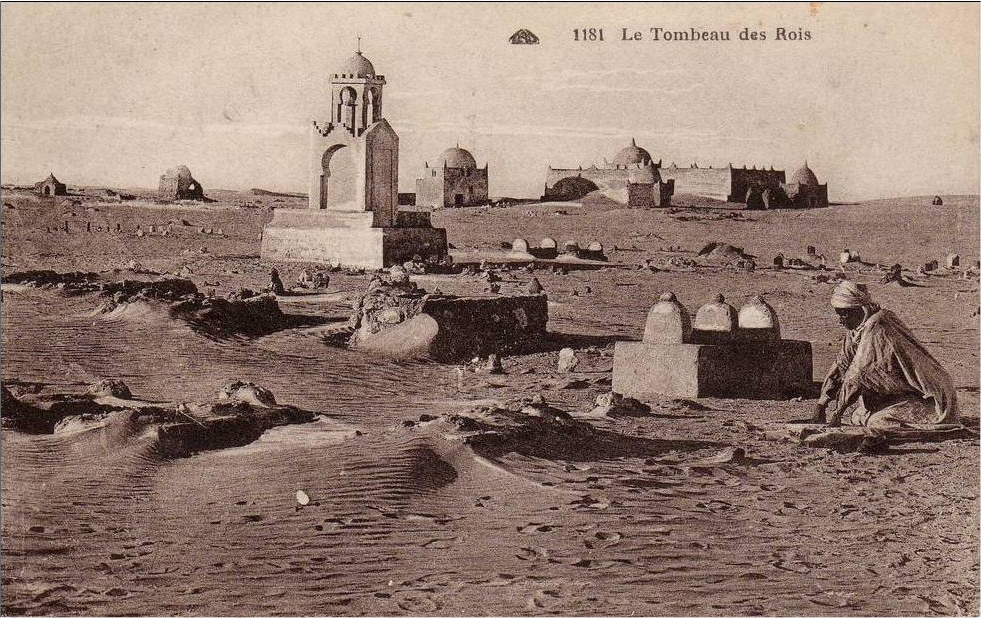
مقبرة ملوك بني جلاب

تعود الحكاية إلى أربعة أو خمسة قرون خلت، كان فيها أمير تقرت مقبلا على الزواج وأراد خطبة إبنة أمير تماسين والتي كانت تمتاز بجمال أخاذ لكن أمير تماسين أهان أمير تقرت القوي وأحس بدوره بالحط من قدره ومذلة شديدة فأراد للانتقام لعزة بغزو تماسين وكان له ذلك إذ ولجها بسرعة وقلبه على عيشوناش التماسنية وكانت أمامه بالفعل وأراد أن يتزوجها فوافقت واشترطت أن تعد الكسكسي لوالدها في جناح خاص وبعد قبول الأمير كان لها ذلك وبدأت تحضر لخدعة إذ يوجود الجناح فوق مخزن البارود ثم وضعت البارود في الأواني وفوقه الكسكس ثم أرسلته لوالدها عن طريق قافلة فتلقاها الأب وفرق الذخيرة على عشيرته وقرروا إستعادة مدينتهم وكان لهم ذلك بالهجوم على الأمير الجلابي ليلا وقتلوه وبعد هذه الحادثة حكمت عيشوناش تقرت 18 عاما وبعدها توفيت ودفنت بمقبرة ملوك بني جلاب .

## أنظر أيضا
- بقرة اليتامى